# Почепцы
Почепцы (укр. Почепці) — село,
Мазевский сельский совет,
Путивльский район,
Сумская область,
Украина.
Код КОАТУУ — 5923884807. Население по переписи 2001 года составляло 35 человек.

## Географическое положение
Село Почепцы находится на берегу реки Ольшанка,
выше по течению на расстоянии в 1 км расположено посёлок Новослободское,
ниже по течению на расстоянии в 1 км расположено село Ореховка.
Рядом проходит автомобильная дорога Т-1908.